# Academia Imperial de Belas Artes

Entrada da Academia Imperial de Belas Artes, com a estátua de João Caetano em frente, em 1891. Fotografia de Marc Ferrez.

A Academia Imperial de Belas Artes (AIBA) foi uma escola superior de arte fundada no Rio de Janeiro, Brasil, por Dom João VI. Enfrentando muitas dificuldades iniciais, por fim conseguiu se estabilizar, assumindo um papel central na determinação dos rumos da arte nacional durante a segunda metade do século XIX, sendo um centro de difusão de novos ideais estéticos e educativos, e um dos principais braços executivos do programa cultural nacionalista patrocinado pelo imperador Dom Pedro II. Com o advento da República, passou a se chamar Escola Nacional de Belas Artes, mas foi extinta como instituição autônoma em 1931, sendo entretanto absorvida pela Universidade Federal do Rio de Janeiro e continuando em atividade até os dias de atuais, como uma de suas unidades de ensino, a Escola de Belas Artes da Universidade Federal do Rio de Janeiro.

## Origens

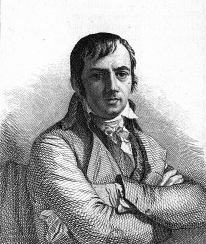
Lebreton

A fundação de uma escola de artes e ofícios no Brasil se deve, segundo informa Rafael Denis, à iniciativa da ala francófila do conselho de ministros de Dom João, representada pelo Conde da Barca. Uma escola desta feição se tornava cada vez mais necessária para a formação de profissionais especializados para servirem ao Estado e às indústrias nascentes, quando no país até então praticamente nada existia em termos de ensino regular e a tradição artística se transmitia através do antigo sistema das corporações. A implementação da ideia exigia a contratação de professores estrangeiros, de modo que enviados do Conde entraram em contato em Paris com Joachim Lebreton, então secretário perpétuo da seção de Belas Artes do Institut de France, para que ele reunisse o grupo de mestres necessários, que seria conhecido como a Missão Artística Francesa.

Estatutos da Imperial Academia e Escola de Bellas Artes (1820)

Entretanto, a fundação da escola é controversa, e outros autores apontam diferentes mentores possíveis para o projeto, entre eles Dom João, o Marquês de Marialva e os franceses Lebreton ou Taunay. A documentação sobrevivente parece deixar claro que a Missão foi idealizada pelos próprios franceses. Em duas cartas Nicolas Taunay oferece seus serviços à corte portuguesa, a correspondência do Marquês de Aguiar refere que de parte da corte não havia intenção nenhuma de financiar a viagem deles ou garantir-lhes a estadia, correspondência do diplomata Francisco José Maria de Brito ao Conde da Barca apresenta o projeto como concebido por Lebreton, e numa carta de Brito a Lebreton ele lembrava ao destinatário que o projeto era inteiramente obra de Lebreton, que não lhe garantira nada em nome do governo português, e que uma acolhida oficial dependeria apenas da circunstância, incerta, de o príncipe regente querer apoiá-los. Por fim, o decreto de fundação da Escola Real de Ciências, Artes e Ofícios em 12 de agosto de 1816 informa que Dom João iria aproveitar o trabalho de um grupo de franceses que havia procurado sua proteção.
De qualquer maneira Lebreton assumiu a direção do grupo e seus colegas efetivamente se mudaram para o Brasil. Entre eles estavam um arquiteto naval, um engenheiro mecânico, um mestre ferreiro, carpinteiros e outros artesãos, bem com alguns artistas. Os mais conhecidos destes foram o pintor Jean-Baptiste Debret, antigo aluno do celebrado Jacques-Louis David, o arquiteto Grandjean de Montigny e o pintor Nicolas-Antoine Taunay, ambos vencedores do Prêmio de Roma. Aportaram no Rio de Janeiro em 26 de março de 1816, a bordo do navio Calpe, escoltado por navios ingleses. Diversos trouxeram suas famílias e criados. A eles se juntaram alguns outros pouco mais tarde, dando nascimento a uma pequena colônia que se tornou conhecida mais tarde pelo nome de Missão Artística Francesa. A Missão forneceu os recursos humanos, técnicos e conceituais que estruturaram a Escola Real de Ciências, Artes e Ofícios, o primeiro nome da instituição que foi a primeira em seu gênero no Brasil.
O programa de ensino foi delineado por Lebreton, conforme atesta um memorando seu enviado ao rei em 12 de junho daquele ano. Nele o autor divide o ciclo de aprendizado artístico em três etapas, a partir do sistema consagrado pela Academia Francesa:
- Desenho geral e cópia de modelos dos mestres, para todos os alunos;
- Desenho de vultos e da natureza, e elementos de modelagem para os escultores;
- Pintura acadêmica com modelo vivo para pintores; escultura com modelo vivo para escultores, e estudo no atelier de mestres gravadores e mestres desenhistas para os alunos destas especialidades.

Para a arquitetura haveria também três etapas divididas em teóricas e práticas:
Na teoria:
- História da arquitetura através de estudo dos antigos;
- Construção e perspectiva;
- Estereotomia.

Na prática:
- Desenho;
- Cópia de modelos e estudo de dimensões;
- Composição.

Paralelamente Lebreton sugeria ainda o ensino da música, bem como sistematizava o processo e critérios de avaliação e aprovação dos alunos, o cronograma de aulas, sugeria formas de aproveitamento público dos formados e projetava a ampliação de coleções oficiais com suas obras, discriminava os recursos humanos e materiais necessários para o bom funcionamento da Escola, e previa a necessidade da formação de artífices auxiliares competentes através da proposta de criação paralela de uma Escola de Desenho para as Artes e Ofícios, cujo ensino seria gratuito mas igualmente sistemático.

## Primeiros anos

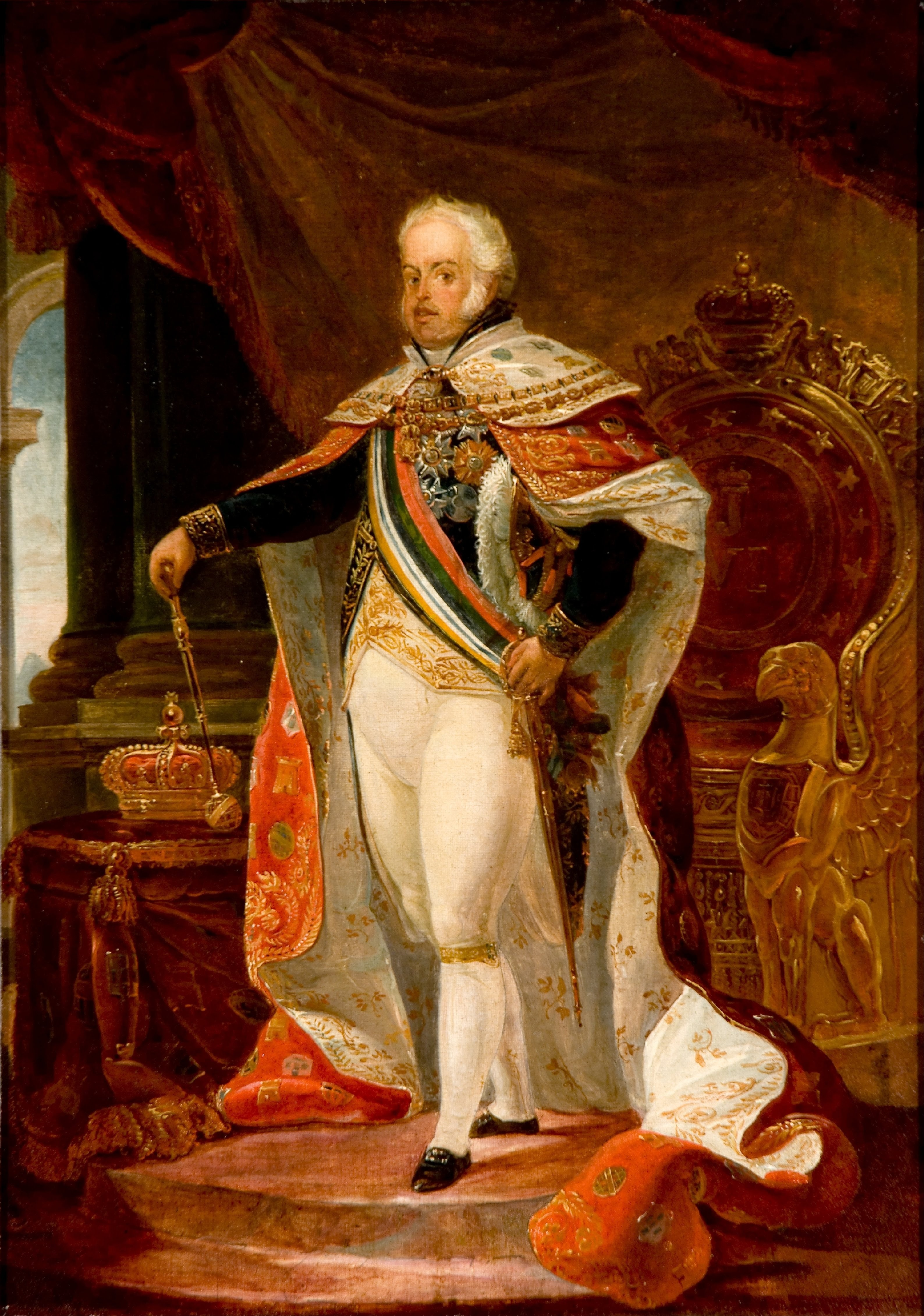
Dom João VI, pintado por Debret. Museu Nacional de Belas Artes

Esse projeto, um representante típico do chamado Academismo, tinha um perfil muito contrastante com o sistema de ensino e circulação de arte até então prevalente no Brasil. Havia na terra já uma longa e rica tradição artística local, visível no vasto legado de arte barroca que ainda sobrevive no país, mas seus métodos eram em tudo diversos. O aprendizado seguia o modelo informal das corporações de ofícios medievais, o status de artista nem era reconhecido, antes eram considerados meros artesãos especializados, cuja inserção na sociedade era apenas marginal. As temáticas privilegiadas por esse produtores eram basicamente religiosas, sendo a Igreja o maior mecenas do período. O sistema de arte do Brasil Colônia não estava capacitado para a produção de uma arte palaciana como a que desejava a corte recém chegada, e assim se explica a rápida encampação do projeto de Lebreton pela monarquia no exílio, considerando-o o marco inaugural da entrada no Brasil na "verdadeira" civilização. A Missão chegou ao Brasil imbuída de altos propósitos, como escreveu Debret:
"Animados todos por um zelo idêntico e com o entusiasmo dos sábios viajantes que já não temem mais, hoje em dia, enfrentar os azares de uma longa e ainda, muita vezes, perigosa navegação, deixamos a França, nossa pátria comum, para ir estudar uma natureza inédita e imprimir, nesse mundo novo, as marcas profundas e úteis, espero-o, da presença de artistas franceses".
Mas a realidade contradisse suas expectativas. Embora com o apoio real, a Missão, promotora do Neoclassicismo, encontrou resistência entre os artistas nativos, ainda seguidores da estética barroca, e ameaçava a posição de profissionais portugueses já estabelecidos. Aparentemente os franceses foram recebidos como importunos tanto por portugueses quanto por brasileiros. O governo central tinha muitas outras preocupações, trabalhando em um contexto difícil, e não teve condições de dar muita atenção à escola. O principal e um dos únicos verdadeiros incentivadores do projeto, o Conde da Barca, faleceu no ano seguinte. O contrato dos artistas foi posto em discussão e o cônsul francês no Brasil, representante da monarquia Bourbon restaurada, não via com bons olhos a presença de antigos bonapartistas como Lebreton.
A escola não tinha sede, e ficou à mercê das oscilações políticas. Os artistas sobreviviam da pensão que lhes concedera o governo, e ocupavam-se aceitando encomendas de retratos e organizando festas suntuosas para a corte. Aulas efetivas foram poucas, dadas em condições precaríssimas por Debret provavelmente em seu pequeno atelier particular no Catumbi. O próprio grupo enfrentava dissidências internas. Lebreton foi acusado de favorecimentos indevidos e má administração, e teve de se isolar de todos, falecendo em seguida, em 1819. Sucedeu-o Henrique José da Silva, pintor português, inimigo ferrenho dos franceses. O seu primeiro ato oficial, como primeiro diretor da instituição agora nomeada Academia Real de Desenho, Pintura, Escultura e Arquitetura Civil, foi liberá-los de todas as suas obrigações como professores. Tantas foram as dificuldades que Taunay abandonou o país em 1821, deixando para trás o seu filho, Félix. Pouco depois o Taunay escultor, Auguste, também faleceu, desfalcando ainda mais o grupo primitivo, do qual foram efetivamente aproveitados pelo governo apenas cinco integrantes: Debret, Nicolas e Auguste Taunay, Montigny e Ovide, mecânico.

## O Primeiro Reinado

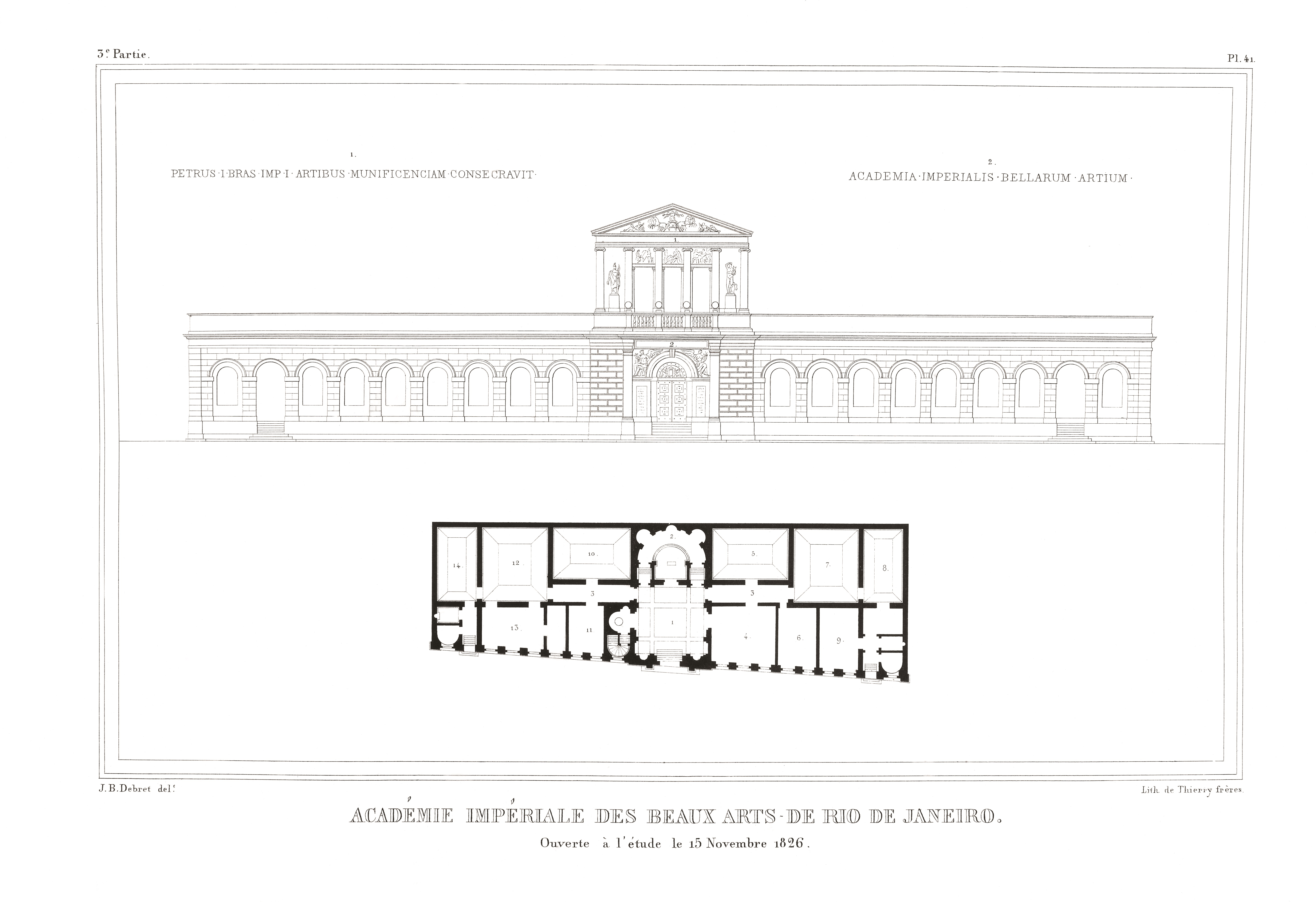
Projeto do prédio da Academia publicado por Debret em 1826.
(Documento sob a guarda do Arquivo Nacional)

Apesar de todos os obstáculos e controvérsias, os franceses deixaram uma marca indelével no cenário cultural brasileiro, e a semente que lançaram acabou frutificando. Debret e Montigny se tornaram os principais núcleos de resistência. O primeiro foi distinguido como pintor oficial de Dom Pedro I, e o segundo foi responsável por vários projetos arquitetônicos e urbanísticos que contribuíram para a renovação da fisionomia urbana do Rio, influenciando muitos alunos. Lebreton, por sua vez, com o plano curricular que estabeleceu em 1816, deixou diretrizes metodológicas que com algumas modificações permaneceram norteando a evolução da instituição ao longo de todo o século XIX. Alguns dos primeiros alunos da escola também acabaram se destacando e perpetuando o ideal primitivo, entre eles Simplício de Sá e José de Cristo Moreira, portugueses; Afonso Falcoz, francês; Manuel de Araújo Porto-Alegre, Francisco de Sousa Lobo, José dos Reis Carvalho, José da Silva Arruda e Francisco Pedro do Amaral, brasileiros.
Após a Independência do Brasil, em 1822, a escola passou a ser conhecida como Academia Imperial das Belas Artes e, mais tarde, como Academia Imperial de Belas Artes. A instituição foi definitivamente instalada em edifício próprio, projetado por Montigny, em 5 de novembro de 1826, sendo inaugurado por Dom Pedro I.
Como primeiro diretor da Academia, Henrique José da Silva foi diretamente responsável por uma importante modificação no projeto original de Lebreton, suprimindo os cursos de estereotomia, mecânica e gravura, medida assumida por economia mas defendida com a justificativa discutível de que uma instrução básica em desenho era o bastante para um país sem cultura artística como o Brasil. Na sua memória sobre os primeiros anos da AIBA, Debret lamentou o abandono dos ofícios técnicos, levando o ensino a sucumbir, segundo ele, aos "aos erros e vícios do ancien régime".

### A primeira exposição

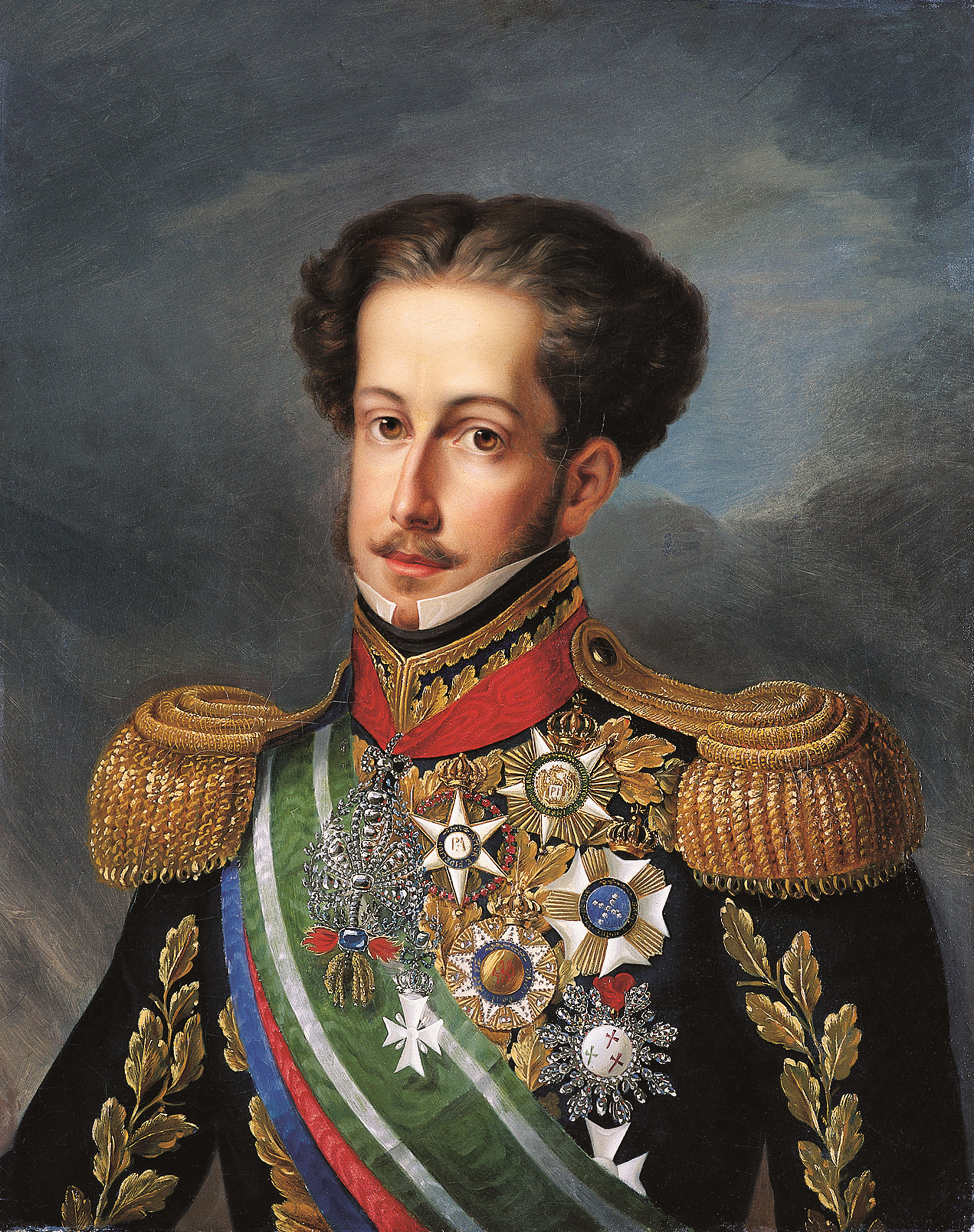
Último retrato de Dom Pedro I, por Simplício de Sá

A Academia foi responsável pela primeira exposição de Artes realizada no país, a Exposição da Classe de Pintura Histórica, instalada em 1829. Essa exposição havia sido determinada pelo Imperador, por Aviso Ministerial de 26 de Novembro de 1828:
Sua Majestade o Imperador. Há por bem que no dia Terça-feira, 2 do próximo mês de dezembro, se faça na Imperial Academia das Belas Artes uma exposição pública de todos os trabalhos mais perfeitos, que os Alunos das respectivas aulas tiverem desempenhado no corrente ano; e ordena que V.Mcê. tenha para esse fim uma conferência preparatória com todos os Lentes, sobre o lugar, e melhor modo de se verificar a referida Exposição; e lhes participe que se achem na mesma Academia, sábado, 29 do corrente, pelas 11 horas da manhã, a fim de que eu possa ouvi-los sobre o arranjo definitivo desse negócio - Deus Guarde a V. Mcê. - Paço, em 26 de novembro de 1828 - José Clemente Pereira.
Desse modo, no ano seguinte, Debret e Grandjean de Montigny, com obras próprias e de seus discípulos, apresentaram quarenta e sete trabalhos de pintura histórica, cento e seis estudos de arquitetura, quatro trabalhos do professor de paisagem e quatro bustos de gesso de Marc Ferrez. A exposição foi um sucesso, visitada por mais de duas mil pessoas, e dela se ocuparam os jornais, tendo sido organizado e distribuído um catálogo.
Entre as obras destacavam-se, na seção de pintura, Debret, com dez quadros, entre os quais A Sagração de D. Pedro I, O Desembarque da Imperatriz Leopoldina e Retrato de D. João VI; Félix Taunay, com quatro paisagens do Rio de Janeiro; Simplício de Sá, com alguns retratos; Cristo Moreira, com figuras históricas, marinhas e paisagens; Francisco de Sousa Lobo, com retratos e figuras históricas; Reis Carvalho, com marinhas, quadros de flores e frutas; Silva Arruda, com estudos; Afonso Falcoz, com estudos de cabeça, retratos, esboços e desenhos; João Clímaco, com estudos de desenho; e Augusto Goulart, com desenhos e estudos anatômicos.

### A segunda exposição
Graças, ainda, aos esforços de Debret e Araújo Porto-Alegre, realizou-se uma segunda exposição, em 1830, ainda mais importante. Durante os oito dias que permaneceu aberta ao público, teve grande afluência de visitantes. Na Seção de Pintura figuraram sessenta e quatro trabalhos, cujos autores foram os mesmos da exposição anterior, e mais - Henrique José da Silva, diretor, Domingos José Gonçalves Magalhães, amador, com desenhos, pinturas, alegorias e cópias de Porto-Alegre; Antônio Pinheiro de Aguiar, com cópias; Marcos José Pereira, com cópias e desenhos; Correia de Lima, com estudos de figuras antigas e composições; Frederico Guilherme Briggs, Jó Justino de Alcântara e Joaquim Lopes de Barros Cabral, com estudos de paisagem, segundo os quadros do mestre Félix Taunay.

## O Segundo Reinado

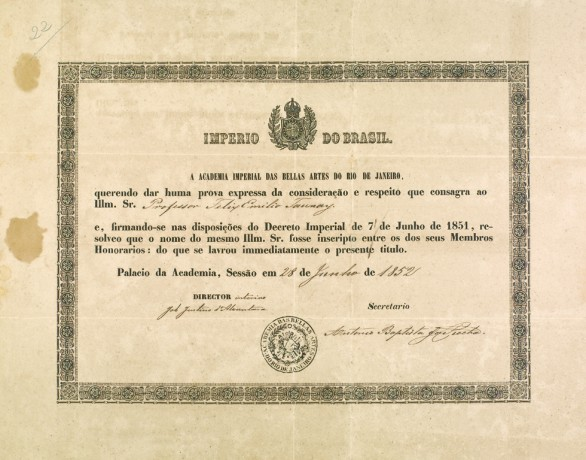
Título de membro honorário da Academia Imperial de Belas Artes do Rio de Janeiro concedido ao professor Félix Emílio Taunay. Rio de Janeiro, 28 de junho de 1852

Em 1831 a estrutura da escola já exigia novas adaptações, introduzindo-se a chamada Reforma Lino Coutinho, complementada por decreto de 1833, que reformularam os estatutos e entre outras novidades sistematizaram as premiações por mérito e distinguiram os alunos regularmente matriculados dos diletantes, e os nativos dos estrangeiros. A Reforma também consagrou definitivamente o sistema acadêmico tradicional, definindo a emulação dos mestres e a cópia de obras famosas como as ferramentas principais para o bom aprendizado.
Em 1834 assumiu a direção da AIBA Félix Taunay, filho de um dos integrantes da Missão Francesa, que se por um lado pouco fez para restabelecer os cursos técnicos profissionalizantes, por outro reforçou o modelo de ensino inspirado pelas academias europeias, pois para ele o único caminho que poderia conduzir os brasileiros a conquistarem um lugar no mundo civilizado seria a imitação dos europeus. Taunay também aparelhou a Academia com expressivas coleções de gravuras e esculturas para estudo dos alunos, incluindo muitas cópias de obras célebres, engrossando o acervo didático que havia sido iniciado com a coleção de pinturas que Lebreton vendera a Dom João, e foi responsável pela criação em 1845 dos prêmios de bolsas de estudo na Europa, com as quais os alunos brasileiros poderiam se aperfeiçoar no contato direto com importantes professores e as grandes criações artísticas cuja fama se espalhava pelo mundo. Outras de suas contribuições foram ter conseguido que o governo tornasse públicas as Exposições Gerais; lutou pela participação da Academia como órgão consultor nos projetos oficiais do governo; organizou a biblioteca e traduziu livros para facilitar a compreensão dos conceitos neoclássicos pelos estudantes brasileiros, a maioria deles com escassa instrução anterior.

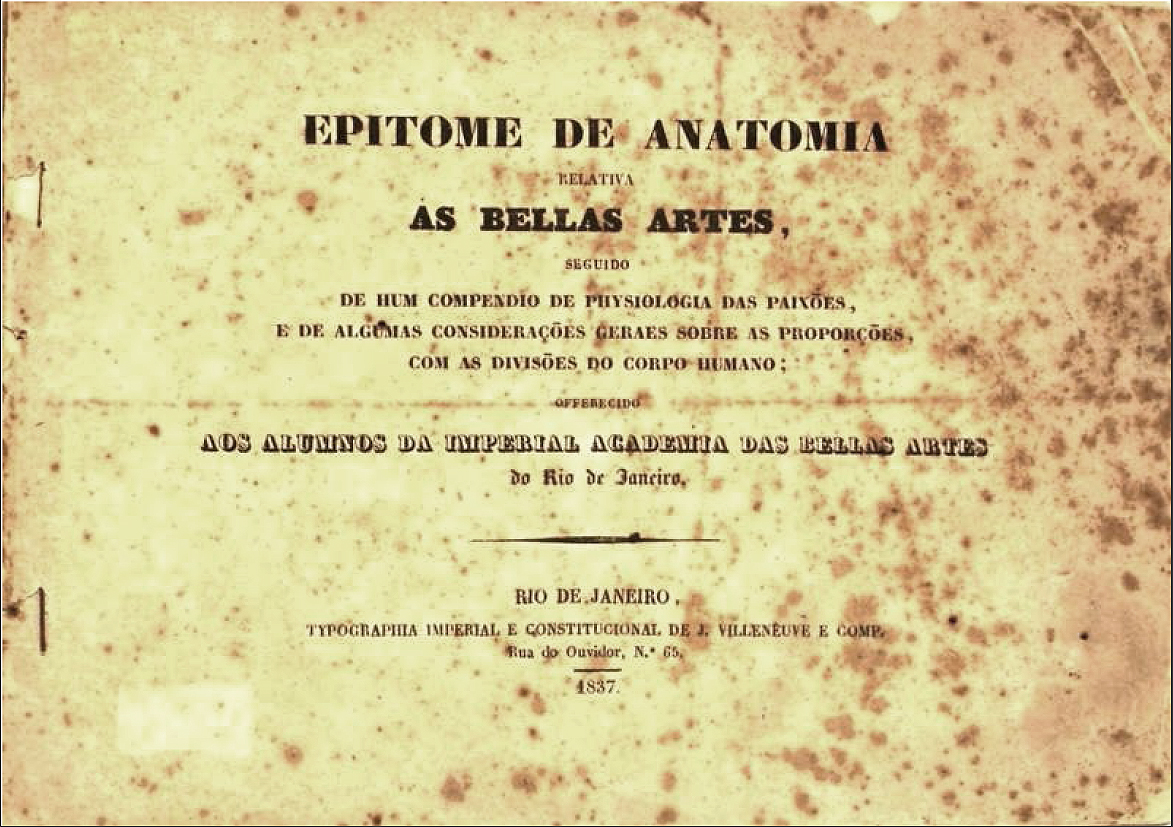
Capa do tratado de Félix Taunay, Epitome de Anatomia Relativa as Bellas Artes, 1837. Museu Dom João VI

Embora sempre enfrentando dificuldades, na segunda metade do século XIX a Academia Imperial atingiu sua fase dourada, especialmente a partir da dinâmica, ainda que breve, administração de Araújo Porto-alegre. Num período em que o impacto da Revolução Industrial repercutia pelo mundo, renasceu o interesse pelos cursos técnicos profissionalizantes, entendidos como meios importantes de se modernizar o país. Assumindo o cargo em 1854, e promovendo no ano seguinte a chamada Reforma Pedreira, Porto-Alegre deixou claras suas intenções progressistas e renovadoras:
"Não venho com desejos infundados, nem com a vaidade de ostentar exposições públicas em um país novo, no qual a riqueza e a aristocracia ainda não chamaram as belas artes para adornarem seus brasões e suas liberalidades. Todos nós sabemos que as exposições artísticas só brilham naqueles países em que se compram estátuas e painéis originais, e onde continuamente o arquiteto planeja edifícios que se executam na praça pública. Todos sabem que unicamente Suas Majestades são as que compram objetos de arte nas exposições... A nossa missão será de uma ordem mais modesta porém mais útil e mais necessária à atualidade: ... antes do artista deve-se preparar o bom artífice, assim como antes deste já deve existir o necessário artesão".
"As novas aulas, que o Governo Imperial oferece (...) hoje à mocidade nesta reforma do ensino, vão abrir uma nova época para a indústria brasileira, e dar à mocidade uma segura subsistência. Nelas receberá o artífice uma nova luz, negada há trinta anos por aqueles que vivem de uma parte do seu suor; nelas se subtraem mais uma parcela da dívida contraída no Ipiranga; porque uma nação só é independente quando permuta os produtos da sua inteligência, quando se satisfaz a si própria, ou quando se levanta a consciência nacional, e sai da arena tumultuosa, onde se debatem as contradições internas com as externas, para se ocupar dos seus progressos materiais como base de sua felicidade moral. Nestas novas aulas terá ele um manancial fecundo em todo o seu futuro, uma nova vista para estudar a natureza e admirar a sua infinita variedade e formosura. (...) Mocidade, deixai o prejuízo de almejar os empregos públicos, o telônio das repartições, que vos envelhece prematuramente, e vos conduz à pobreza e a uma escravidão contínua; aplicai-vos às artes e à indústria: o braço que nasceu para rabote ou para a trolha não deve manejar a pena. Bani os preconceitos de uma raça decadente, e as máximas da preguiça e da corrupção: o artista, o artífice e o artesão são tão bons obreiros na edificação da pátria sublime como o padre, o magistrado e o soldado: o trabalho é força, a força inteligência, e a inteligência poder e divindade". 

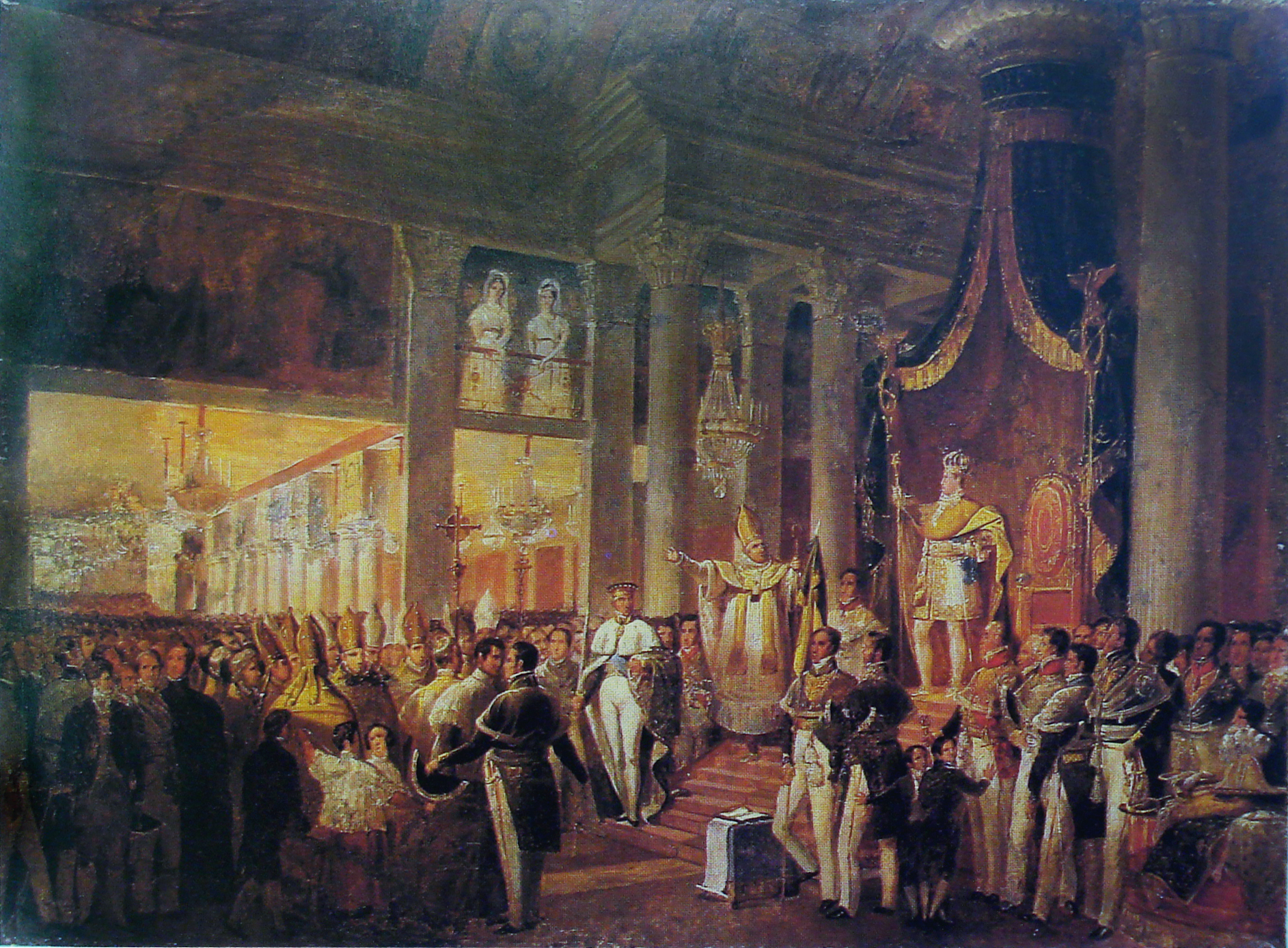
Araújo Porto-Alegre: Estudo para "A Sagração de Dom Pedro II", c. 1840. Museu Histórico Nacional

A Reforma Pedreira recuperou muito do projeto original de Lebreton no que diz respeito à valorização dos cursos técnicos e de uma formação mais ampla e profunda dos estudantes, resultando que em seguida fossem oferecidas aulas de desenho de ornamentos, escultura de ornamentos, desenho geométrico, história e teoria das artes, estética, arqueologia, desenho industrial e matemáticas aplicadas. Foi criado ainda um curso noturno para aprendizes de ofícios, com as matérias de desenho industrial, teoria das sombras e perspectiva, desenho de ornamentos e figura, escultura de ornamentos e figura, desenho de modelo vivo e matemáticas elementares. Porto-Alegre fez mais pela escola: construiu uma nova biblioteca, construiu e decorou a pinacoteca, lutou por melhorias e ampliação da sede da Academia, iniciou a restauração dos quadros da coleção didática e propôs a realização de debates e estudos sobre temas relevantes para o amadurecimento de uma arte condizente com a realidade brasileira.
Também foi reforçado o papel normativo da Academia sobre todo o ensino e a produção artística nacional. A Academia seria responsável por toda e qualquer manifestação artística financiada pelo Estado, instaurando regras e métodos e supervisionando a execução das obras. Esse alto grau de controle, que para alguns era excessivo e para outros era extremamente necessário, gerou novas polêmicas e resistências, principalmente pela exigência de ter na cópia o alicerce para uma formação artística adequada. Por outro lado, a partir de então a AIBA deixou de ser um simples centro preparatório de artistas para se engajar ativamente no processo de criação de uma identidade nacional, consistente com o projeto nacionalista e modernizador de Dom Pedro II, o maior mecenas do período, de cujas rendas pessoais saíram muitos dos recursos para o funcionamento da escola.

### Apogeu e declínio

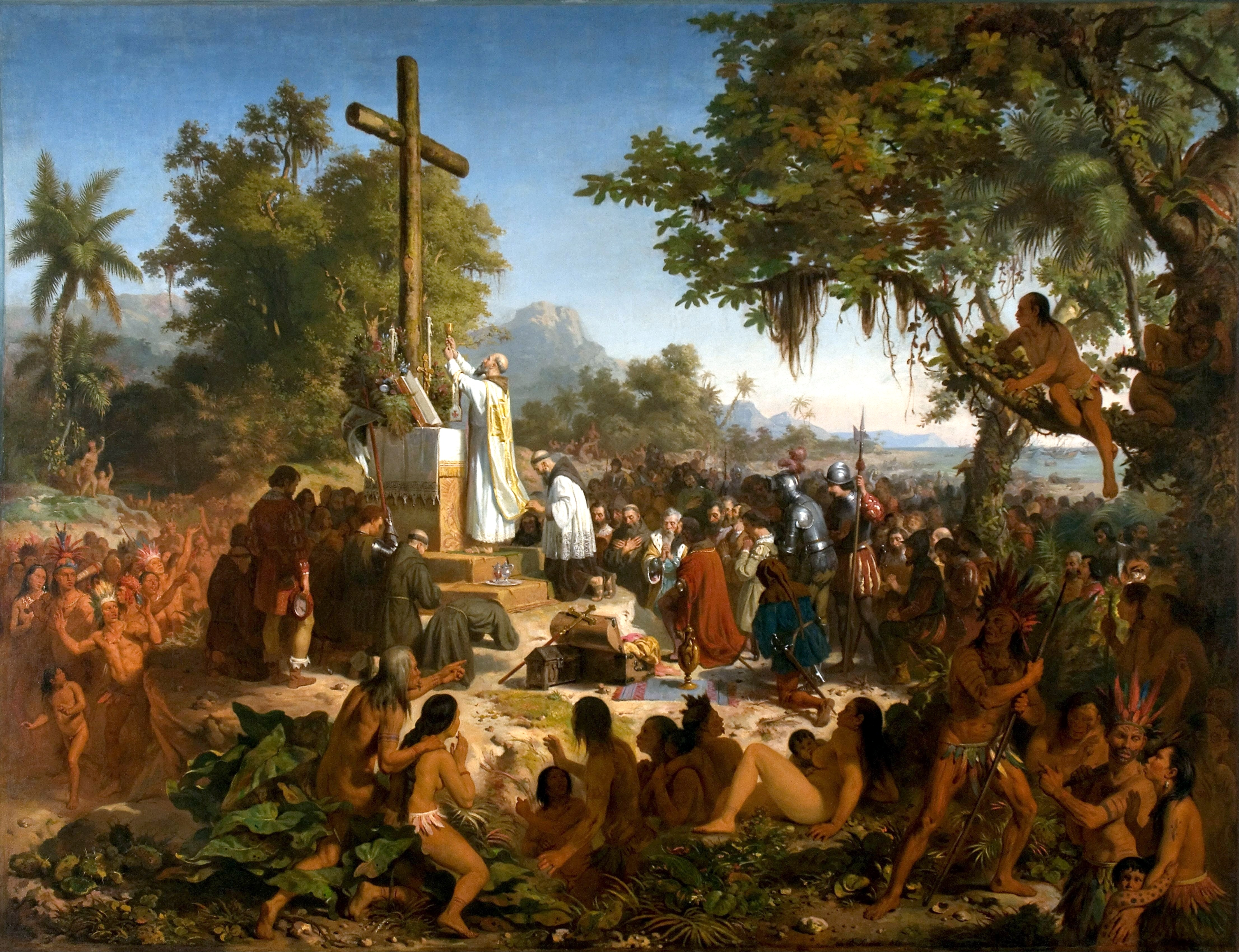
Victor Meirelles: A primeira missa no Brasil, 1861. Museu Nacional de Belas Artes

Pedro Américo: O Grito do Ipiranga, 1888. Museu Paulista

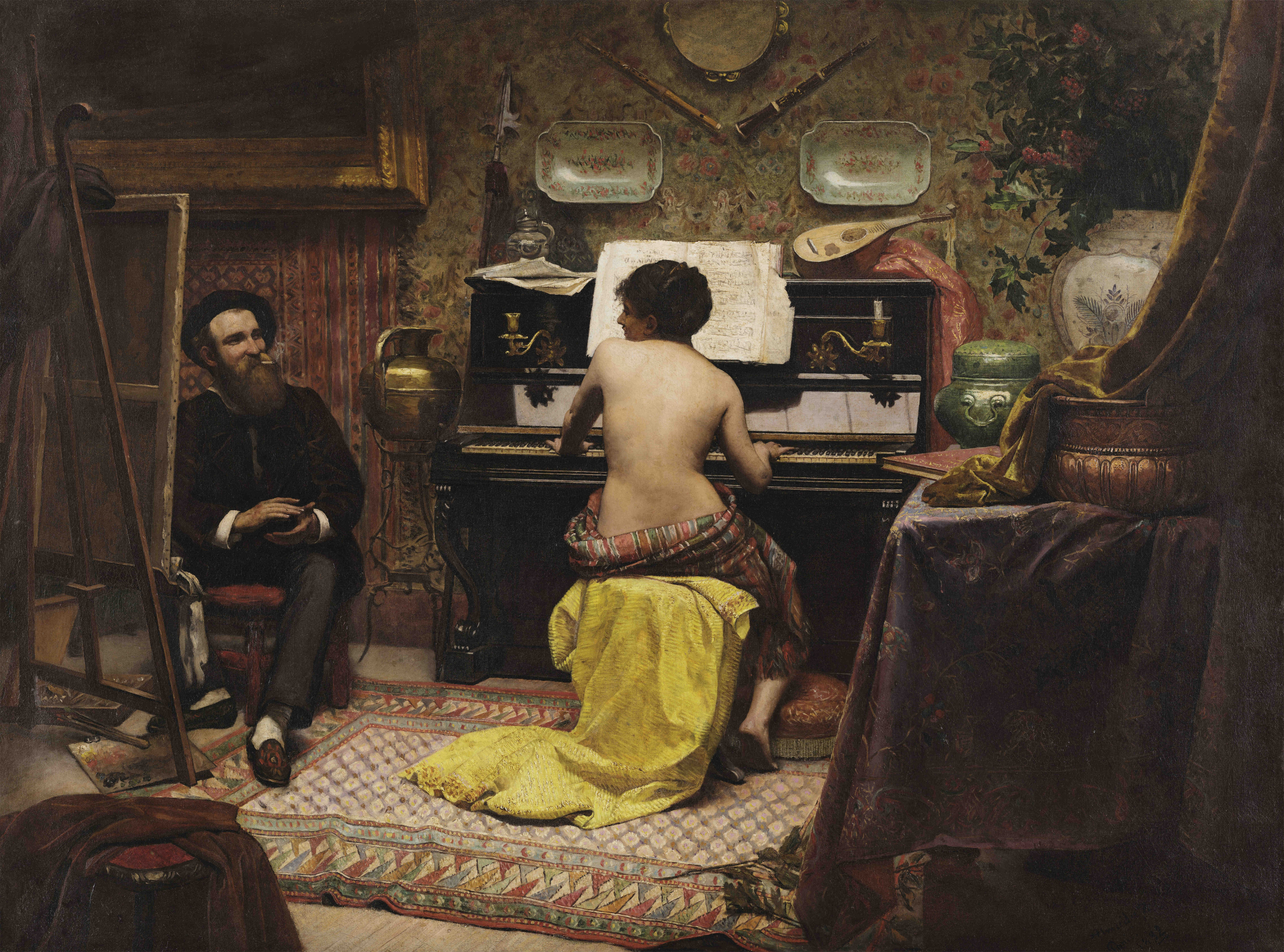
Almeida Júnior: O Descanso do Modelo, 1882. Museu Nacional de Belas Artes

A Academia se consolidava, antigos alunos se tornavam mestres e muitos outros estrangeiros foram atraídos para seu círculo, dinamizando a vida cultural do Rio de Janeiro e, por extensão, de todo o Império. Dentre todas as especialidades artísticas, neste período a pintura de temas históricos se tornou a mais prestigiada, seguida pelos retratos oficiais e só depois pelos outros temas, como a paisagem e a natureza-morta, numa hierarquização de categorias que estava ligada a preceitos essencialmente morais e educativos típicos do Academismo. Em termos de estilo, embora o Neoclassicismo continuasse influente, passou a predominar uma tendência romântica, importada também da Europa mas numa versão já atenuada, mais otimista e menos mórbida, distante do espírito do "mal do século", criando-se uma síntese bastante eclética, eficiente para os propósitos daquele momento histórico. Encarregados muitas vezes diretamente pelo governo, os artistas produziram uma série de obras grandiloquentes, em especial na pintura, cuja finalidade era reconstruir visualmente, para a nação que se pretendia civilizada e para o mundo, um passado heroico, comparável ao das nações europeias. Ao contrário do elemento negro, relegado sempre à condição de figurante anônimo, o indígena recebeu considerável espaço naquele passado, mas dentro de uma apresentação fortemente idealizada.

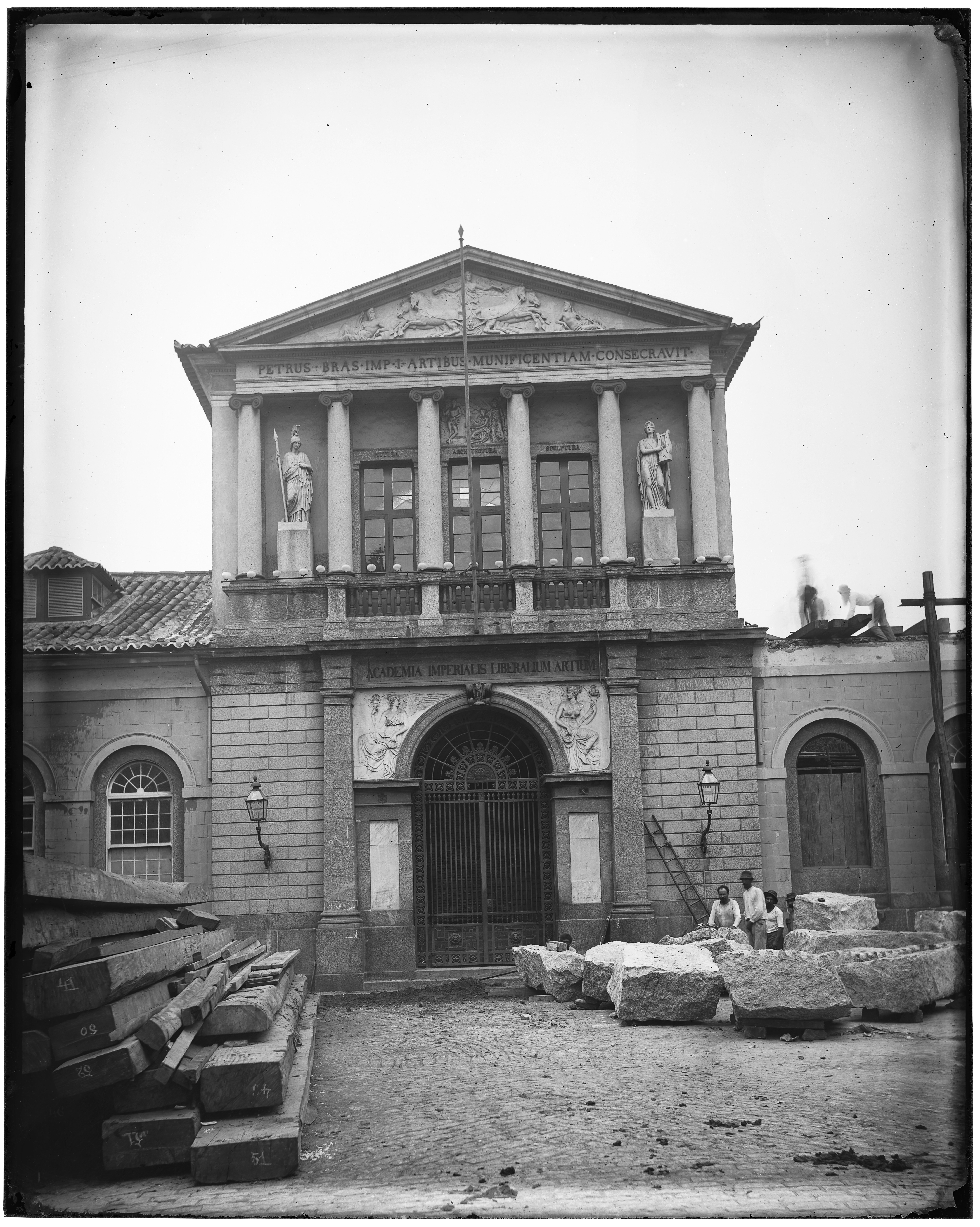
Reforma na Academia Imperial de Belas Artes, quando veio a se chamar Escola Nacional de Belas Artes, cerca de 1881 a 1889. Fotografia de Marc Ferrez.

Os frutos mais brilhantes desta verdadeira revolução cultural centrada na AIBA surgiram nas duas décadas finais do Império, primeiro através da obra de Victor Meirelles e Pedro Américo, e logo após com as de Almeida Júnior, Rodolfo Bernardelli e Rodolfo Amoedo, além do grupo de paisagistas reunido em torno do alemão Georg Grimm. Destacando-se entre o grande número de artistas então em atividade, Meirelles e Américo são os maiores vultos de sua geração, criadores de obras que permanecem até hoje vivas na memória coletiva nacional. Do primeiro são A Primeira Missa no Brasil (1861), a Batalha de Guararapes (1879), o Combate Naval do Riachuelo (1882-83) e Moema (1866), e do segundo, A Fala do Trono (1872), A Batalha de Avaí (1877), O Grito do Ipiranga (1888) e Tiradentes Esquartejado (1893). Embora menos conhecidos pelo grande público, outros citados também deixaram algumas obras emblemáticas. Amoedo foi autor de O Último Tamoio (1883), um ícone do indianismo, e Almeida Júnior, de O Derrubador Brasileiro (1879), O Descanso do Modelo (1882), Caipira Picando Fumo (1893) e O Violeiro (1899), fixando tipos interioranos e cenas da vida urbana.
Ao mesmo tempo em que a Academia Imperial consolidava sua ascendência sobre o sistema artístico brasileiro, começou a ser fortemente criticada com base na evolução do gosto no final do século XIX, que absorvia novas influências estéticas e temáticas, preferidas por um público burguês que crescia, se educava e passava a esvaziar o discurso oficial, ora tido por muitos como retrógrado e elitista. Angelo Agostini inaugurou na década de 1870 uma polêmica sobre a identidade nacional e apoiou vias alternativas de prática da arte, como as defendidas por Georg Grimm e seu grupo. Gonzaga Duque foi outro crítico escrevendo na mesma época, denunciando o que via como distanciamento da realidade cultural brasileira e a falta de originalidade dos fiéis seguidores dos antigos mestres, chamando-os de meros copistas sem gênio. Dois trechos de sua pena são reveladores da mudança no ambiente cultural:
"O pintor (Belmiro de Almeida, a quem apoiava) desprezando os assuntos históricos para se ocupar de um assunto doméstico, prova exuberantemente que compreende o desideratum das sociedades modernas, e conhece que a preocupação dos filósofos de hoje é a humanidade representada por essa única força inacessível aos golpes iconoclastas do ridículo, a mais firme, a mais elevada, a mais admirável das instituições – a família." 
"A Pinacoteca está aí (...) Que pobreza! Que impotência! (...) Concepções tomadas de empréstimo ou servilmente imitadas, execução frouxa, fraca, inútil; aí tudo é negativo, é reles ou é chato; não afirma um talento, não constata saber".

## República

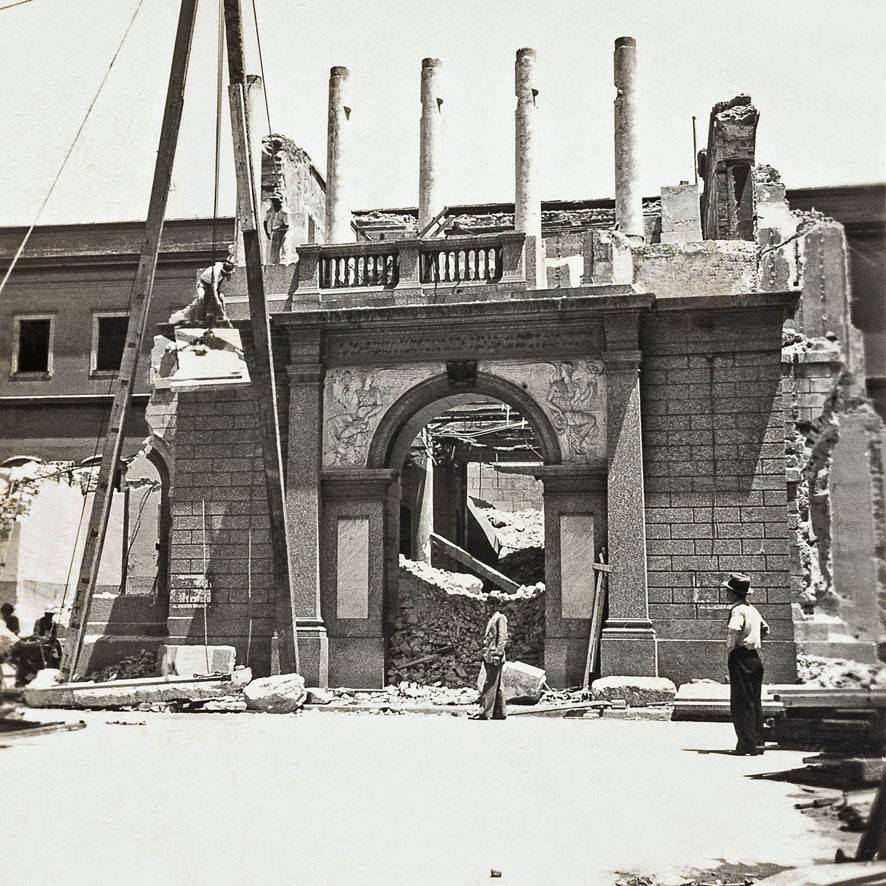
Demolição do prédio da Academia em 1939. O frontispício foi preservado e remontado na entrada do Jardim Botânico do Rio de Janeiro

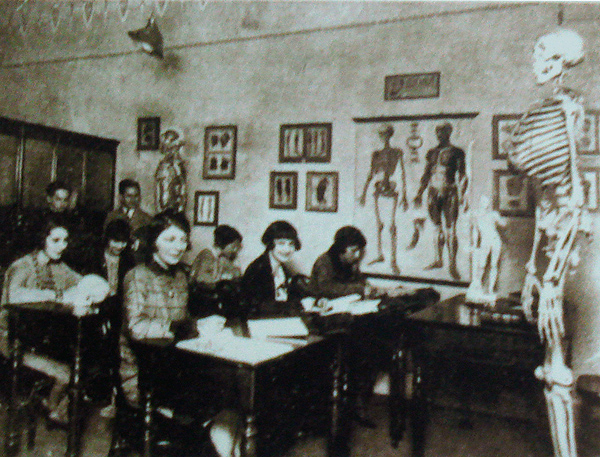
Aula de anatomia no Instituto de Artes da UFRGS em 1928, uma escola inspirada no modelo da AIBA

Após a proclamação da República, a Academia Imperial de Belas Artes foi palco de intensos debates entre grupos de professores e jovens alunos que propunham caminhos alternativos para a reforma  a ser empreendida na Academia.  Lutava-se contra as normas de ensino então vigentes, herança da Missão Artística Francesa de 1816. O grupo dos modernos, dentre os quais se alinhavam José Fiúza Guimarães, Rafael Frederico e Eliseu Visconti, pressionavam por uma ampla reforma dessas antigas normas, bastante defasadas das ideias mais arejadas trazidas da Europa pelos professores Rodolfo Bernardelli e Rodolfo Amoedo.  Enquanto isso, os positivistas, mais radicais, pregavam mesmo a extinção da Academia, instituição que consideravam anacrônica. Dentre os positivistas estavam Montenegro Cordeiro, Décio Villares e Aurélio de Figueiredo. Num terceiro grupo, na defesa das normas tradicionais de ensino, reuniam-se os conservadores.
Assembleias realizadas em junho de 1890, das quais participam alunos e professores da Academia, indicam uma primeira aproximação entre modernos e positivistas. E em meados daquele ano, um projeto originado do acordo entre os dois grupos era encaminhado a Benjamin Constant, ministro do Interior encarregado da reforma da Academia.
Ainda assim, com o intuito de pressionar o governo e apressar a reforma, em 15 de julho daquele ano, os modernos afastam-se da Academia e fundam o Ateliê Livre. Montado inicialmente num barracão construído no Largo de São Francisco, o Ateliê Livre, após dois meses de funcionamento, transferiu-se para um sobrado à Rua do Ouvidor. O curso de pintura do Ateliê, ministrado por Rodolfo Amoedo e pelos irmãos Bernardelli, logo despertou a curiosidade de artistas já formados, dentre os quais João Batista Castagneto, várias vezes visto visitando o antigo sobrado.
Finalmente, em 8 de novembro de 1890, o governo da República terminou por aprovar a reforma proposta pela comissão encabeçada por Rodolfo Bernardelli e Rodolfo Amoedo. A Academia Imperial foi convertida na Escola Nacional de Belas Artes, assumindo sua direção Rodolfo Bernardelli, que já era seu professor de escultura e artista laureado, respeitadíssimo por muitos membros influentes da intelectualidade. Os professores Victor Meirelles, Pedro Américo, Maximiano Mafra e Moreira Maia, ligados ao antigo regime, aposentam-se. Os cursos do Ateliê Livre são fechados e seus integrantes podiam agora retornar à escola oficial.
Mas antes de abandonar o prédio da Rua do Ouvidor, os modernos organizam uma exposição coletiva inaugurada no dia 26 de novembro daquele mesmo ano, contendo trabalhos de filiados ao movimento. Estruturada nos moldes do Salon des Indépendants dos impressionistas franceses, a mostra atraiu numeroso público, destacando-se como expositores Eliseu Visconti, Rafael Frederico, José Fiúza Guimarães, Bento Barbosa e França Júnior.

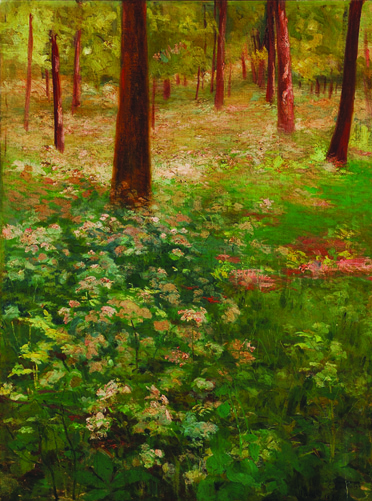
Eliseu Visconti - Primavera - 1895 - Primeiras influências impressionistas

Rodolfo Bernardelli ocuparia o cargo de Diretor da Escola Nacional de Belas Artes por  25 anos. O bom relacionamento com as pessoas influentes do novo regime seria de eficaz importância na implantação das reformas e, mais tarde, na construção da nova sede da Escola. Mas sendo figura polêmica e administrando entre acusações de partidarismo e incompetência, os problemas gradativamente se agravaram. Os professores se revoltaram e assinaram uma moção contra ele, considerando sua administração nefasta. Diante da pressão, Bernardelli demitiu-se em 1915.
O professor João Baptista da Costa foi eleito diretor ainda em 1915, permanecendo à frente da instituição até sua morte em 1926.
A escola ainda sobreviveu por mais alguns anos, flexibilizando suas exigências técnicas e movimentada pela crescente participação das mulheres e pelo rápido aparecimento de diferentes tendências estéticas em sucessão, o Simbolismo, o Impressionismo, o Expressionismo e a Art nouveau.

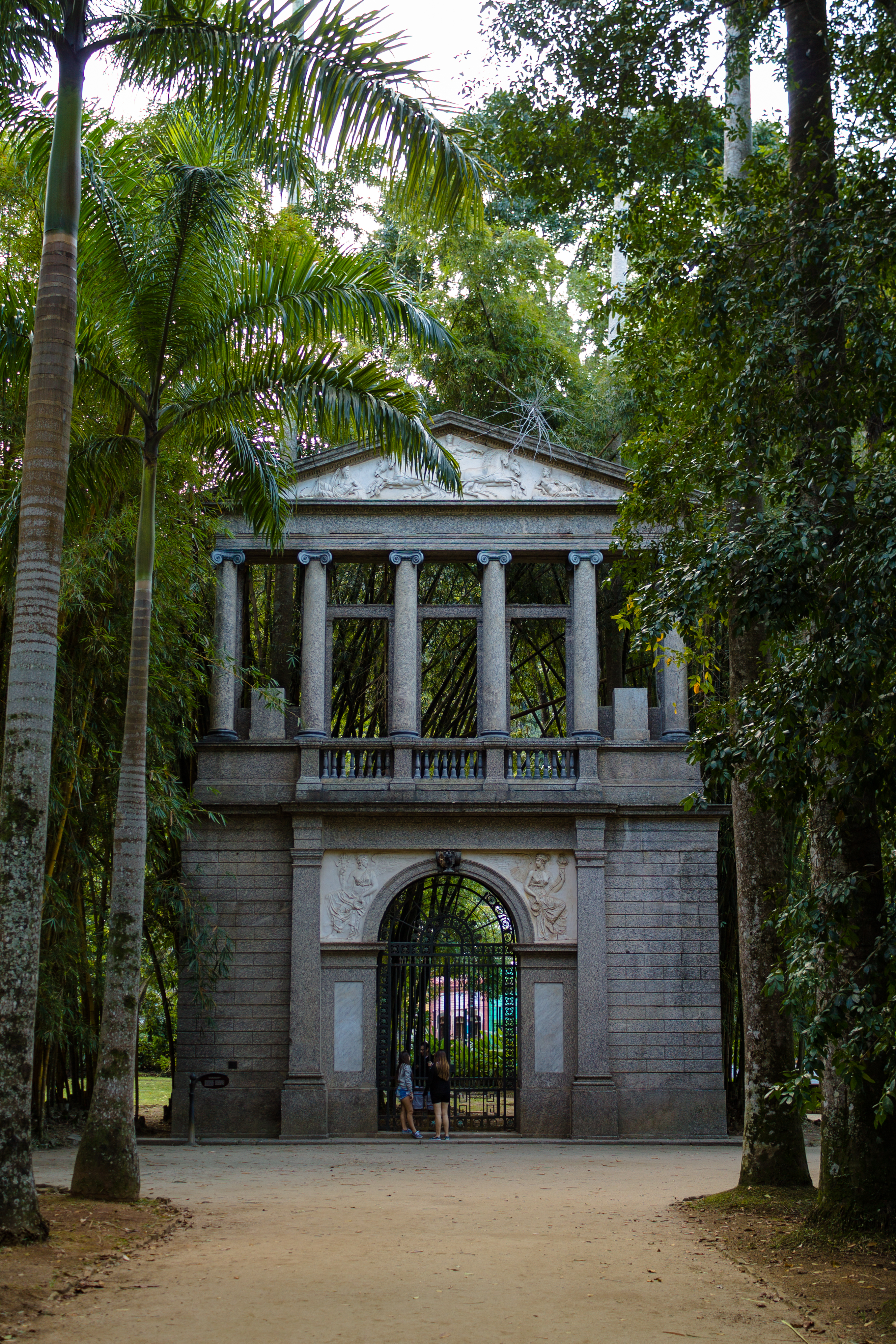
Pórtico Da Antiga Academia Imperial de Belas Artes, no Jardim Botânico do Rio de Janeiro.

Quando se reformulou o ensino superior do Brasil a Escola foi absorvida pela UFRJ em 1931, significando o fim de um sistema e o início de um outro, dominado pelo Modernismo, cujos princípios combatiam o previsível e o rotineiro na prática artística e na disciplina metódica da escola oficial, propondo caminhos com outros valores, prestigiando a espontaneidade criativa e o gênio individual. A despeito das críticas, o modelo da Academia tradicional inspirou a estruturação de escolas de arte similares em vários pontos do Brasil, como foi o caso do Liceu de Artes e Ofícios do Rio de Janeiro (1856), do Liceu de Artes e Ofícios de São Paulo (1873) e do Liceu Nóbrega de Artes e Ofícios em Pernambuco (1880), e das Escolas de Belas Artes mantidas por universidades regionais, como o Instituto de Artes da Universidade Federal do Rio Grande do Sul (1908), provando sua eficiência e capacidade de adaptação e renovação.